# Grindavík
Grindavík is een praktisch onbewoonbaar geraakt vissersstadje op het schiereiland Reykjanes in het zuidwesten van IJsland op ongeveer 50 km van Reykjavík. Grindavík telde, voor de door vulkanische activiteit veroorzaakte grondverzakkingen die de stad eind 2023 onbewoonbaar maakten, bijna 3800 geregistreerde inwoners en is een van de weinige plaatsen aan de zuidelijke kust met een haven. De meeste inwoners werkten in de visindustrie. Anno februari 2025 zijn zo’n 50 woningen weer bewoond en een aantal bedrijven is er weer actief.
Op bijna 5 kilometer ten noorden van Grindavík ligt het bekende geothermische recreatie- en kuuroord The Blue Lagoon (Bláa Lónið in het IJslands).

## Geschiedenis
Het Landnámabók ("Het boek van de nederzettingen") vermeldt dat in ongeveer 934 twee Viking-kolonisten, Molda-Gnúpur Hrólfsson en Þórir haustmyrkur Vígbjóðsson, waren aangekomen op het schiereiland Reykjanes. Þórir vestigde zich in Selvog en Krísuvík en Molda-Gnúpur vestigde zich in Grindavík.
De zonen van Molda-Gnúpur stichtten ook drie nederzettingen: Þórkötlustaðahverfi, Járngerðarstaðarhverfi en Staðarhverfi.
De oorsprong van de gemeente is eigenlijk deels te danken aan Einar Einarsson, omdat hij er in 1897 een winkel opende, terwijl er rond die jaren nog maar zo'n 360 mensen woonden. In 1950 was er een snelle ontwikkeling in de visserij-industrie. Vanaf deze tijd nam de bevolking snel toe, vooral toen Grindavík in 1974 tot gemeente werd uitgeroepen. In Grindavík vestigden zich veel oud-inwoners van Heimaey die na de vernietigende vulkaanuitbarsting van de Eldfell in 1973 op dat eiland besloten niet terug te keren.
Sinds 2020 is er meermaals magma in de breuklijnen van het vulkaansysteem Eldvörp-Svartsengi rond Grindavík binnengedrongen wat leidde tot duizenden aardbevingen en het omhoog komen van de bodem. Er werd toen al rekening gehouden met een eventuele vulkaanuitbarsting nabij de stad. In 2021, tijdens de uitbarsting bij Fagradalsfjall, zo’n 8 kilometer ten oosten van de stad werden barricades opgeworpen die moesten voorkomen dat lava via de vlakte van Nátthagikrikke in de richting van Grindavík kon stromen. Hoewel de kans klein was dat lava uit dat systeem zo’n afstand zou afleggen werd het ook als oefening gezien in het geval er een uitbarsting dichterbij Grindavík of met meer lava zou plaatsvinden. Ook komen er bij Grindavík reactieaardbevingen voor die het gevolg zijn van opgebouwde druk door vulkanische activiteit bij Fagradalsfjall. Op 30 juli 2022 veroorzaakte een beving van magnitude 5,5 enige schade in het stadje.

### Ontruiming en uitbarsting november-december 2023
Op 25 oktober 2023 begon een aardbevingenzwerm ten noorden van Grindavík. Vanaf 27 oktober begon zich tussen de berg Thorbjörn en de Blue Lagoon magma op te hopen in een sill onder het Svartsengi-gebied. Op 10 november nam de seismische activiteit alarmerend toe en werd de bevolking van Grindavík gesommeerd tot onmiddellijke evacuatie over te gaan. Er ontstond een scheur dwars door de stad en de grond in de westelijke helft van de stad zakte een meter naar beneden. Veertig huizen raakten daarbij onherstelbaar beschadigd en werden voor de sloop genomineerd. Er werd gevreesd voor een uitbarsting in de stad; magma was tot een diepte van slechts 500 meter onder de stad genaderd. Die uitbarsting liet nog ruim een maand op zich wachten en vond uiteindelijk op 18 december een paar kilometer noordelijker plaats. De uitbarsting zelf duurde maar drie dagen en veroorzaakte voor zover bekend geen schade. Vanaf 23 december mochten de Grindavikingen op eigen risico terug naar hun huizen. Buitenstaanders zijn er nog niet welkom. Gelijktijdig wees alles er op dat er zich binnen een maand alweer een uitbarsting van het Elvörp-Svartsengi-systeem zou voordoen.

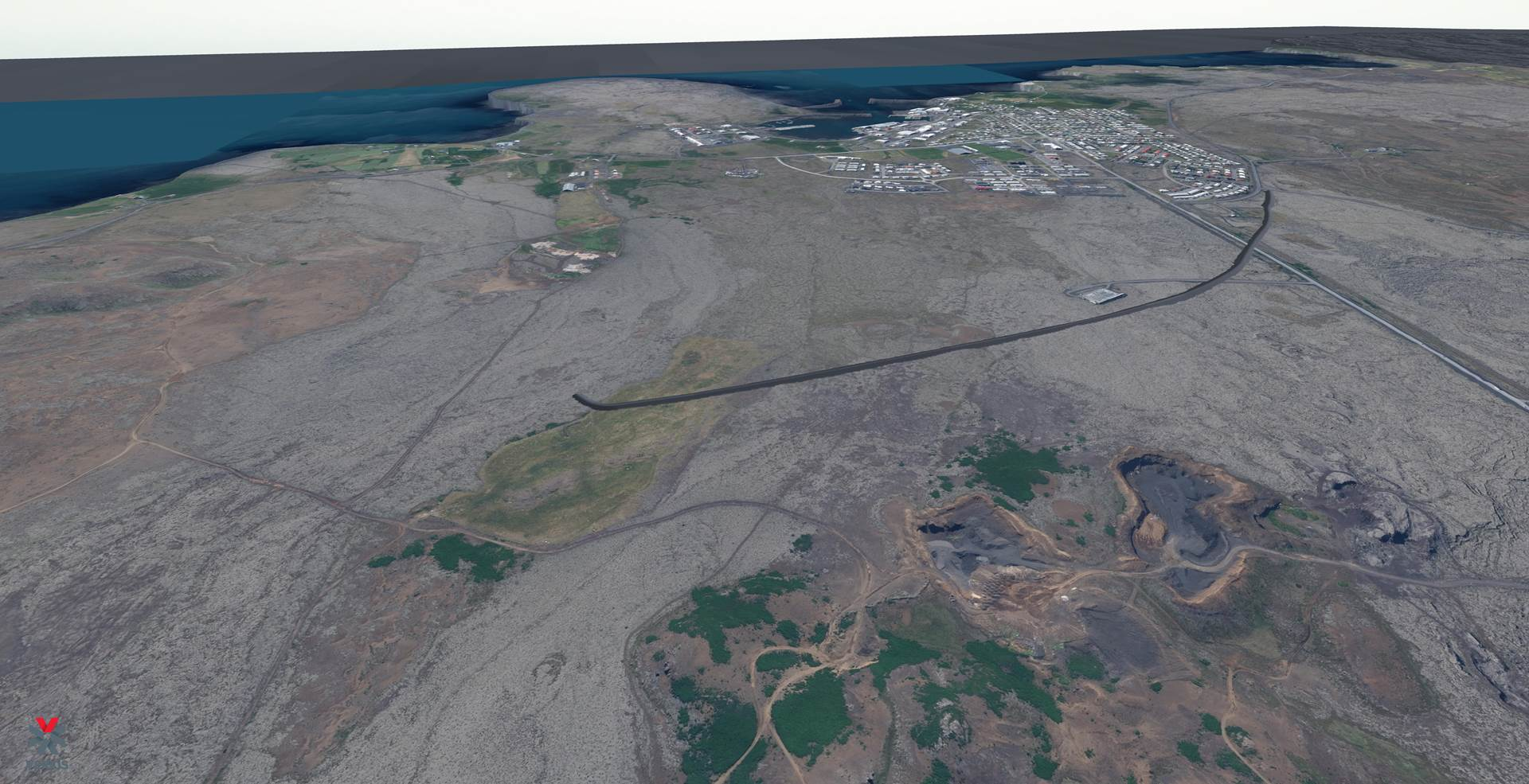
In december 2023 werd begonnen met de bouw van een wal die lavastromen moest afbuigen. Op deze foto van 29 december 2023 is het eerst aangelegde deel te zien, de wallen liggen inmiddels om het hele stadje heen.

### Nieuwe ontruimingen en uitbarstingen, 2024

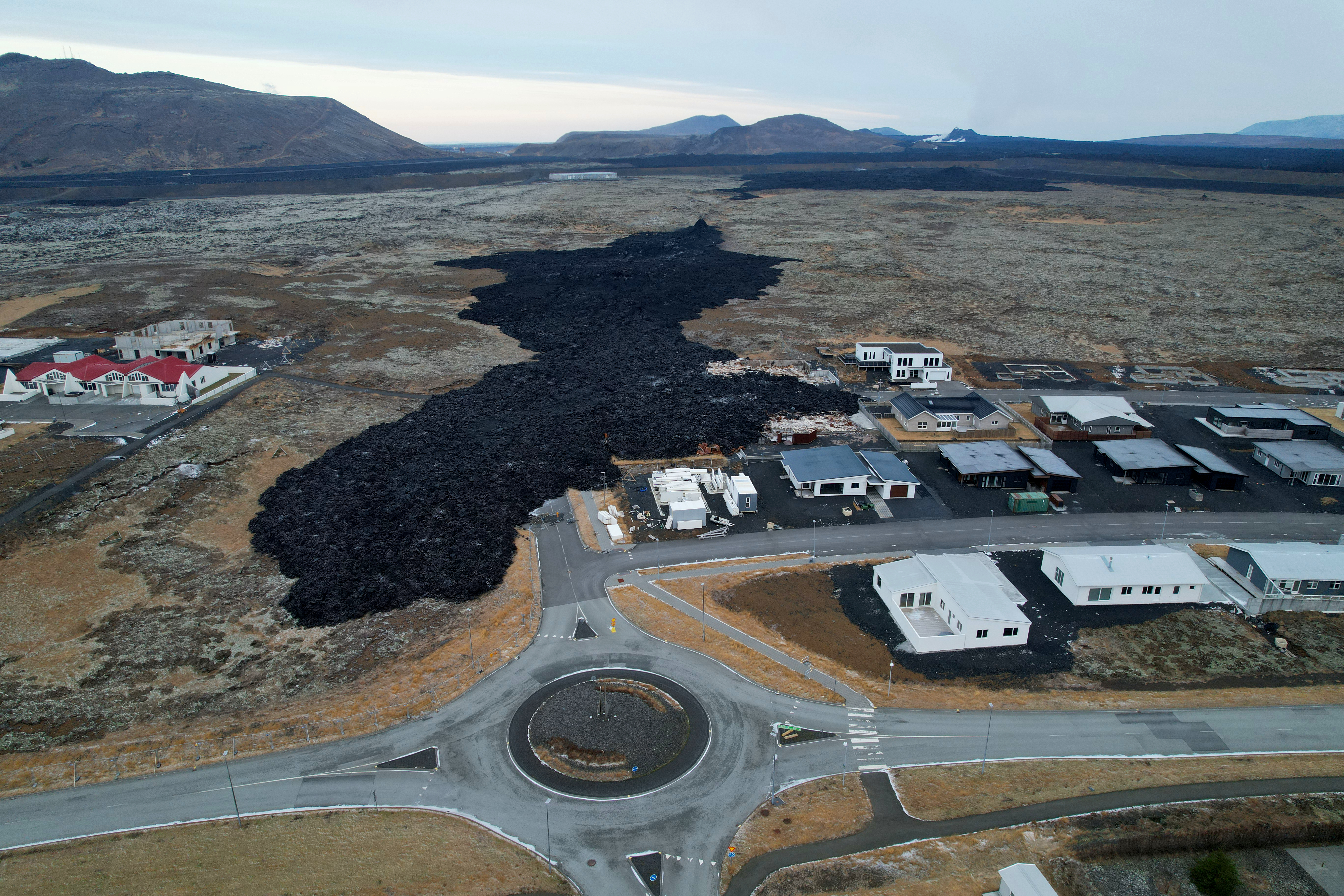
Een kleine lavastroom vernietigde op 14 januari 2024 drie huizen

Nadat op 10 januari 2024 een grondwerker met fatale afloop in de scheur was gevallen werd op 13 januari de volledige evacuatie van de stad gelast wegens de instabieler dan eerder gedacht gebleken grond.
De ontruiming blijft ten minste drie weken van kracht. De kans dat zich nieuwe scheuren openden werd groter geacht dan eerder was aangenomen. Anderhalve dag voor de deadline voor de ontruiming was verstreken begon in de ochtend van 14 januari 2024 een nieuwe uitbarsting. Een van de spleetvulkanen ontstond zo’n 50 meter van de bebouwde kom en de lavastroom verzwolg drie huizen. De hoofdstroom werd (vooralsnog) door de pas aangelegde wal in westelijke richting om Grindavík heen geleid. Op de tweede, en laatste dag van deze eruptie kwam er weinig lava meer uit de vulkaan. De eruptie duur nog geen 48 uur. Maar in de tussentijd scheurde de grond op veel plaatsen in Grindavík open en waren er wederom nieuwe verzakkingen, deze keer zakte de oostzijde van de stad tot zo’n 30  cm.
Op 8 februari was er een nieuwe uitbarsting. Daarna bleef de seismische activiteit beperkt, en op 20 februari keerden enkele bewoners terug naar Grindavík nadat er daarvoor de dag voordien toelating werd gegeven, maar niet voor kinderen, en er werd uitdrukkelijk afgeraden om er te overnachten. 
Op 2 maart werd het dorp opnieuw ontruimd wegens nieuwe seismische activiteit die ditmaal niet tot een uitbarsting leidde. Op 16 maart volgende wel een uitbarsting en stroomde de lava oostelijk om Grindavík langs de beschermingswallen. De lava naderde de oostelijke invalsweg, Suðurstrandarvegur, maar ging er niet overheen. Wel werd voor de derde keer de noordelijke invalsweg, Gridavikurvegur, door de lava afgesneden.

### Uitkoop
Omdat het vulkaansysteem mogelijk nog jaren of zelfs decennia actief blijft, elke drie tot vier weken uitbarst en de grond in Grindavík instabiel is geworden, werpt de vraag zich op of het vissersdorp ooit nog weer veilig en bewoonbaar wordt. Daarom moest de IJslandse regering een plan creëren om het hele dorp op te kopen. Dit zou naar schatting een half tot een miljard euro gaan kosten maar op den duur goedkoper en veiliger zijn dan verdedigingswerken te blijven opwerpen. Op 8 februari 2024 besloot de regering dat de staat overgaat tot de uitkoop van woningeigenaren. Hoewel wonen in Grindavík de komende jaren niet meer kan en mag, werd het niet uitgesloten dat werken in de voor IJslandse economie zo belangrijke vissershaven op termijn weer mogelijk zou worden gemaakt. 
Halverwege februari 2024 was de watertoevoer (zowel warm als koud) naar Grindavík gaan lekken. Maar de helft van het water dat richting Grindavík wordt gepompt bereikt de stad. Aangenomen wordt dat het lek onder het nieuwe lavaveld zit.
Op 19 februari 2024 maakte de burgemeester bekend dat het vanaf de volgende dag weer de klok rond zou worden toegestaan om op eigen risico in Grindavík te verblijven en te werken. Alleen inwoners en mensen die in Grindavík werken krijgen toegang. Kinderen krijgen geen toegang. Overnachten is weliswaar toegestaan maar wordt ten zeerste afgeraden. Op 20 maart 2024 was het aantal in Grindavík ingeschreven burgers met ongeveer zes procent gedaald van bijna 3800 naar iets meer dan 3600. Het vinden van nieuwe woonruimtes verliep moeizaam doordat IJsland al voor de ramp met een tekort aan woningen kampte. Veel grindavikingen hebben belangstelling getoond voor stadsuitbreidingsprojecten in Þorlákshöfn, de enige andere havenstad aan de zuidkust van IJsland.

### Heropening
Aangezien de tijd tussen de uitbarstingen in de loop van 2024 langer is geworden en er na februari 2024 geen verdere verzakking van de slenken in Grindavík is geweest werd besloten het stadje per 21 oktober 2024 weer open te stellen voor het publiek, met de kanttekening dat het aanwezigheid daar op eigen risico is en Grindavík voorlopig als niet veilig voor kinderen wordt beschouwd. Bij seismische activiteit kan de evacuatie nog altijd bevolen worden. Ook lijkt het gevaar van lavastromen bij de stad te zijn afgenomen. Uitbarstingen concentreren zich vaker in het noorden van de Sundhnukar-fissuur, vanwaar de lava niet richting Grindavik stroomt.

## Bezienswaardigheden
- The Icelandic Saltfish Museum, museum werd geopend in 2002.
- Kleifarvatn, een meer in een vulkanisch actief gebied ruim 20 kilometer naar het oosten.
- Fagradalshraun, een vulkanisch systeem en bijbehorend lavaveld zo’n 8 kilometer naar het oosten nabij de berg Fagradalsfjall die tijdens een half jaar durende uitbarsting in 2021 ontstonden en in de jaren daarop nog twee keer uitbarstte.
- Thorbjörn, een 243 meter hoge vulkanische berg ten noorden van Grindavík.
- “De Scheur” een scheur dwars door de stad die tijdens de verzakkingsramp van 10 november 2023 ontstond en waar mogelijk zichtbaar wordt gelaten voor toeristische doeleinden. Deze heeft van de Grindavikingen de naam Stampholtsgjá gekregen.
- De verse lavavelden die vanaf november 2023 zijn ontstaan.

## Geboren
- Guðbergur Bergsson (1932-2023), schrijver
- Ingibjörg Sigurðardóttir (1997), voetbalster

## Stedenbanden
- Hirtshals (Denemarken)
- Ilhavo (Portugal)
- Jonzac (Frankrijk)
- Penistone (Verenigd Koninkrijk)
- Piteå (Zweden)
- Rovaniemi (Finland)